# Pabellón deportivo multipropósito Druzhba
El Pabellón Deportivo Multipropósito Druzhba (en ruso: Универсальный спортивный зал "Дружба") es un pabellón deportivo en Moscú, Rusia, parte del Complejo de deportes de Luzhniki. Fue construido en 1979, y la primera competición celebrada fue la final de la séptima Espartaquiada de verano de la URSS. Fue sede de los preliminares de voleibol de los Juegos Olímpicos de 1980 y fue sede de los Juegos de la Buena Voluntad de 1986 (allí se disputaron partidos de baloncesto femenino, lucha libre, judo y eventos de balonmano). La capacidad del estadio es de 3500 personas y es la sede regular del equipo Dynamo de Moscú WVC de Voleibol. 